# Атлантична рада
Атлантична рада (англ. Atlantic Council) — аналітичний центр, неурядова організація США, котра переважно досліджує міжнародні відносини атлантичної спільноти та проблеми міжнародної безпеки. Член Асоціації Атлантичного договору. Має десять регіональних відділень. Вважається організацією близькою до адміністрації Білого дому та Демократичної партії США.

## Історія
Атлантична рада була заснована з метою сприяння стабільній співпраці між Північною Америкою та Європою, основи якої були закладені після Другої світової війни. Перші роки її роботи полягали в основному в публікаціях політичних документів та опитуванні європейців та американців щодо їх ставлення до трансатлантичного та міжнародного співробітництва. У ці перші роки її основна увага була зосереджена на економічних питаннях, в основному заохочувала вільну торгівлю між двома континентами та в меншій мірі іншій частині світу, але також робила певну роботу з політичних та екологічних питань.
Незважаючи на те, що Атлантична Рада публікувала політичні документи та монографії, Мелвін Меллі з університету штату Уейн написав, що, особливо в перші роки, реальна сила Ради полягає у її зв'язках із впливовими політиками. Рада рано знайшла нішу як «центр для неформальних зустрічей» лідерів з обох боків Атлантики, де члени працювали над розробкою «мереж постійного спілкування».
Атлантична рада працює також за межами Європи та США. Атлантична рада була однією з перших організацій, що виступали за посилення присутності японців у міжнародному співтоваристві, і в останні роки зосереджує свою увагу на відкритті Центру та Програми Південної Азії в Азії. Її азійські програми розширилися в останні роки через війну в Афганістані та нову проблему координації дій з Індією та Китаєм щодо зусиль щодо зміни клімату.
У лютому 2009 року тодішній голова Атлантичної ради Джеймс Л. Джонс пішов у відставку, щоб служити новим радником з питань національної безпеки президента Обами, і його сенатор змінив Чак Хагель . Крім того, інші члени Ради також виїхали на службу в адміністрацію: Сьюзен Райс — посол в ООН, Річард Холбрук як Спеціальний представник в Афганістані та Пакистані, генерал Ерік К. Шинсекі як Секретар справ у справах ветеранів та Анн-Марі Слотерт Директор з питань планування політики у Державному департаменті. Через чотири роки Хагель пішов на посаду міністра оборони США. Генерал Брент Скоукрофт служив тимчасовим головою ради директорів організації до січня 2014 року, коли колишній посол Китаю та губернатор штату Юта Джон Хантсман молодший був призначений.
Колишній Генеральний секретар НАТО Андерс Фог Расмуссен назвав Раду «видатним аналітичним центром» з «давньою репутацією», а колишній американський сенатор Річард Лугар зазначив, що Рада «високо цінується в межах атлантичної спільноти».
У 2017 році Том Боссерт, колишній нерезидент Цюріхського кібер-ризикового співробітника в рамках ініціативи Атлантичної ради з питань кібербезпеки, був призначений радником з питань національної безпеки в адміністрації Трампа.

## Політична позиція
Атлантична Рада з моменту її створення була безпартійною установою з членами «від поміркованих інтернаціоналістичних крил обох сторін». Незважаючи на свої зв'язки, Рада за статутом незалежна від уряду США та НАТО, і зареєстрована, як неприбуткова організація.
Організація отримує пожертвування від багатьох корпорацій, а її звітність може відображати позиції корпоративних спонсорів.
У березні 2016 року організація зустрілася, щоб обговорити стратегії боротьби з правим рухом популізму в Європі, який, на їхню думку, загрожує глобалістичному порядку денному на континенті.

## Події
Атлантична рада створює місце зустрічі для глав держав, військових лідерів та міжнародних лідерів з обох боків Атлантики. Нещодавно Рада організувала першу велику американську промову колишнього генерального секретаря НАТО Андерса Фоґа Расмуссена, в якій він обговорив такі питання, як Афганістан, Росія та широкі трансатлантичні відносини. З'явилися також члени конгресу США, включаючи сенатора Річарда Лугара та державного секретаря Джона Керрі. У Раді проводяться заходи із засіданнями главами держав та урядів, включаючи колишнього президента Грузії Михайла Саакашвілі, прем'єр-міністра України Арсенія Яценюка та колишню президентку Латвії Вайру Віке-Фрайбергу.
Центр міжнародної безпеки ім. Брента Скоукрофта з січня 2007 року проводив періодичні події, відомі як «Серія командирів», де запрошував військових керівників з США та Європи говорити про конфлікти, загрозливі для атлантичної спільноти. У нарадах «Серії командирів» брали участь американські військові лідери, такі як колишній генерал Джордж Кейсі та колишній адмірал Тимоті Кітінґ, а також європейські лідери, такі як колишній французький генерал-полковник Жан-Луї Жоржелен та голландський генерал-лейтенант Тон ван Лоон, що заторкнули такі питання, як Ірак, Афганістан, та загрози безпеці в Азії та Африці.
Його щорічні події включають в себе відзнаку «Нагороди керівництва» у Вашингтоні, округ Колумбія; Самміт майбутніх лідерів; Глобальна нагорода громадян у Нью-Йорку; нагорода Freedom у Вроцлаві, Польща; та Енергетичний та економічний саміт Атлантичної ради в Стамбулі, Туреччина.

## Програми та центри
Запущена на Бухарестському саміті 2008 року мережа молодих атлантистів об'єднує спільноту нових лідерів, які поділяють бачення більш тісного євроатлантичного співробітництва на основі спільних цінностей. Через інтерактивні інструменти та регулярні події молода атлантистська мережа служить форумом для відкритого діалогу між молодими атлантистами, з тим щоб вони могли обмінюватися думками з різних міжнародних питань. Як місце зустрічі Мережа служить етапом для глобальних лідерів для вирішення проблеми нового покоління та обміну думками з поточних питань.
Мережа молодих атлантистів також керує програмою «Майбутні лідери». Рада взяла участь у саміті майбутніх лідерів 2014 року у секційних засіданнях саміту НАТО на 2014 рік в Уельсі. Саміт «Майбутні лідери» пов'язав нових лідерів країн-членів НАТО один з одним, нинішніми лідерами Альянсу, людьми з сфери міжнародної безпеки та глобальною мережею однолітків.
Програма трансатлантичних відносин сприяє діалогу з основних питань, які будуть впливати на еволюцію трансатлантичних відносин. Здорові трансатлантичні відносини є необхідною передумовою для посилення міжнародної системи. Рада прагне визначити сфери потенційної співпраці та побудувати власні мережі та взаєморозуміння, які стануть основою ефективного партнерства.
Центр ім. Брента Скоукрофта ради з міжнародної безпеки розглядає відносини США з союзниками та супротивниками, прагнучи досягти консенсусу щодо політики, яка сприяє більш стабільному, безпечному та добре керованому світові.
Програма «Глобальний бізнес та економіка» спрямована на розвиток і зміцнення глибокої економічної інтеграції між Європою та Сполученими Штатами, а також заохочення трансатлантичного лідерства у світовій економіці. У програмі досліджуються трансатлантичні та глобальні питання, що мають важливе значення для американської та європейської ділової спільноти, об'єднуючи керівників бізнесу, державних політиків та експертів з економіки.
Під керівництвом Шуджі Наваз (Shuja Nawaz) Центр Південної Азії є координаційним центром Атлантичної Ради для роботи з Афганістаном, Пакистаном, Індією, Бангладеш, Шрі-Ланкою, Непалом та Бутаном, а також відносин між цими країнами та Китаєм, Центральною Азією, Іраном, арабським світом, Європою та США. У рамках програми Ради в Азії Центр прагне сприяти партнерству з ключовими установами регіону, щоб стати форумом для діалогу між відповідальними особами в усій Південній Азії, США та НАТО. Ці обговорення охоплюють внутрішню і зовнішню безпеку, управління, торгівлю, економічний розвиток, освіту та інші питання.
Програма «Енергія та навколишнє середовище» досліджує економічні та політичні аспекти енергетичної безпеки та постачання, а також міжнародні екологічні проблеми. Це сприяє відкритому доступу та чистому повітрю, а також пропонує рекомендації щодо політики для задоволення потреб країн, що розвиваються, через збільшення капіталу, технологій та ноу-хау в секторах енергетики і водопостачання.
Центр «Євразія» сприяє діалогу між регіональними лідерами, а також з колегами з ключових сусідів та світових лідерів. Поєднуючи розуміння історії Євразії з інформацією про політику, економіку та енергію, Центр надає дослідження та поради урядам та компаніям. Вона спрямована на заохочення порядку денного регіонального співробітництва та інтеграції на основі спільних цінностей та спільних інтересів у вільному, процвітаючому та мирному майбутньому.
Африканський центр був заснований у вересні 2009 р. з місією допомоги у перетворенні американських та європейських підходів до політики в Африці, підкреслюючи створення міцних геополітичних партнерських відносин з африканськими державами та зміцнення економічного зростання та процвітання на континенті.
Центр ім. Рафіка Харірі для Близького Сходу має на меті провести аналіз сил, що перетворюють регіон, а також політичні рекомендації для Сполучених Штатів та Європи про те, як сприяти більш тісним та продуктивним відносинам з регіоном.
Латиноамериканський центр ім. Адріанни Ершт сприяє зміцненню партнерських відносин між Латинською Америкою, Сполученими Штатами та Європою на основі спільних цінностей та спільних стратегічних інтересів та залучає свою мережу політичних, бізнесових та неурядових організацій-підприємців до розробки ідей для політиків та лідерів бізнесу, які прагнуть рішення регіональних та глобальних викликів.

## Публікації
Атлантична рада випускає публікації та подає короткі огляди питань глобальної політики, починаючи від глобальної ролі НАТО до енергетичної безпеки.

## Фінансування
У вересні 2014 року Нью-Йорк таймс повідомила, що з 2008 року організація отримала пожертви від понад двадцяти п'яти урядів за межами Сполучених Штатів, у тому числі з Норвегії — 5 мільйонів.

## Лідери
- Джон Гантсман молодший, голова Міжнародної консультативної ради Атлантичної ради
- Фредерік Кемп, президент та виконавчий директор
- Деймон Вілсон, виконавчий віце-президент
- Джон Студзинський, заступник голови
- Фран Бурвелл, віце-президент та директор програми «Трансатлантичні відносини»
- Баррі Павел, віце-президент та директор Центру міжнародної безпеки Брента Сковкрофта
- Джейсон Гейлі, директор Cyber Statecraft Initiative
- Шуджа Наваз, директор Центру Південної Азії
- Пітер Шехтер, директор, Латиноамериканський центр Адрієн Аршт
- Дж. Пітер Фем, директор Центру Африки
- Джон Гербст, директор Центру Єрусалиму ім. Діну Патрічіу
- Девід Корані, Директор Євразійської Ініціативи з енергетичних ф'ючерсів, «Центр Євразії ім. Діну Патрічіу»
- Макс Чуперський, директор лабораторії цифрової судової експертизи (DFRLab)

## Відносини з Україною
23 вересня 2014 року у Вашингтоні Президент СКУ (Світового Конґресу Українців) Евген Чолій та Президент і Головний директор «Atlantic Council» Фредерік Кемп (Frederick Kempe) підписали Меморандум про угоду — СКУ буде співпрацювати з «Atlantic Council» щодо імплементації проекту «Ініціатива України в Європі». Ініціатива зосереджується на встановленні чітких основ політики та низки ініціатив, спрямованих на те, щоби міжнародне співтовариство вповні підтримало незалежність, суверенітет і територіальну цілісність України — в тому числі й Криму — та її євроатлантичну інтеграцію.
У 2014 нагороду Атлантичної ради США «Global Citizen Award» отримав Президент України Петро Порошенко.
Від початку військової агресії Росії експерти цього аналітичного центру збирають та публікують докази присутності військ РФ на території України.
У липні 2019 Росія заявила, що діяльність Атлантичної ради загрожує самим основам російського конституційного устрою і безпеці російської державності. Росія внесла Атлантичну раду до списку «небажаних» організацій, унеможливлюючи діяльність ради в Росії.
Також, Атлантична рада бере участь у різних конференціях і форумах, пов'язаних з перспективами України. У березні 2021 на безпековому форумі в Києві були презентовані «12 пунктів стратегічного партнерства США—Україна», під якими, серед інших, стоїть підпис виконавчого віцепрезидента Атлантичної ради Деймона Вілсона.